# Saint-André-d'Embrun
Saint-André-d'Embrun är en kommun i departementet Hautes-Alpes i regionen Provence-Alpes-Côte d'Azur i sydöstra Frankrike. Kommunen ligger  i kantonen Embrun som ligger i arrondissementet Gap. År 2022 hade Saint-André-d'Embrun 708 invånare.

## Befolkningsutveckling
Antalet invånare i kommunen Saint-André-d'Embrun
Referens:INSEE